# Friedrich Hubert Esser
Friedrich Hubert Esser (* 1959 in Grevenbroich) ist seit dem 1. Mai 2011  Präsident des Bundesinstituts für Berufsbildung (BIBB) in Bonn.

## Leben und Beruf
Esser absolvierte zunächst eine duale Ausbildung als Bäcker und legte anschließend sein Abitur auf dem zweiten Bildungsweg am Friedrich-Spee-Kolleg in Neuss ab. Von 1983 bis 1989 studierte er Wirtschaftswissenschaften an der Technischen Universität Braunschweig sowie Betriebswirtschaftslehre und Wirtschaftspädagogik an der Universität zu Köln. Dort arbeitete er von 1989 bis 1991 als wissenschaftlicher Mitarbeiter am Lehrstuhl für Wirtschafts- und Sozialpädagogik. Von 1991 bis 2004 wechselte er innerhalb der Hochschule zum Forschungsinstitut für Berufsbildung im Handwerk (FBH), welches er ab 1998 als Geschäftsführer und ab 2003 als stellvertretender Direktor führte. 1997 promovierte er an der Uni Köln mit der Arbeit Beruf als didaktische Kategorie: Tradition und Innovation. Von 1998 bis 2005 war er als Lehrbeauftragter an der Wirtschafts- und Sozialwissenschaftlichen Fakultät der Uni tätig. 2004 übernahm er bis zu seinem Wechsel ins BIBB die Leitung der Abteilung „Berufliche Bildung“ beim Zentralverband des Deutschen Handwerks in Berlin. Seit 2005 ist er darüber hinaus als Honorarprofessor in Köln aktiv. Seine Antrittsvorlesung trug den Titel „Berufsbildung in der Wissensgesellschaft: eine Herausforderung für Politik und Wissenschaft“. Bei seiner Amtseinführung als neuer BIBB-Präsident wurde er von Bundesbildungsministerin Annette Schavan mit den Worten eingeführt: „Ich freue mich, dass das BIBB mit Ihnen einen ausgewiesenen Fachmann des nationalen wie des internationalen Berufsbildungssystems an die Spitze bekommt“.
Am 10. Oktober 2011 wurde Esser die Ehrennadel des Westdeutschen Handwerkskammertags verliehen. 
Friedrich Hubert Esser ist verheiratet und hat zwei Kinder.

## Öffentliche Ämter (Auszug)
- 1991–2004: Hauptausschuss „Berufsbildung“ beim Deutschen Handwerkskammertag
- 1999–2004: Arbeitskreise „Überbetriebliche Berufsbildung“, „Weiterbildung“, „Prüfungswesen“ im Deutschen Handwerkskammertag
- 2005–2011: Hauptausschuss des Bundesinstituts für Berufsbildung
- 2005–2011: Leiter der Task-Force „Europäische Berufsbildung“ des Kuratoriums der Deutschen Wirtschaft für Berufsbildung (KWB)
- 2007–2011: Arbeitskreis Deutscher Qualifikationsrahmen (DQR)
- 2007–2008: Innovationskreis Weiterbildung (IKWB)

## Schriften (Auswahl)
- Friedrich Hubert Esser, Walter Bourichter, Ulrich Brand: Sackmann – das Lehrbuch für die Meisterprüfung, Tl.IV, Berufs- und Arbeitspädagogik, Ausbildung der Ausbilder nach AEVO  35. Auflage 2002. Verlagsanstalt Handwerk, ISBN 978-3-87864-482-8.
- Friedrich Hubert Esser, Martin Twardy: Rahmenstoffplan für handlungsorientierte Vorbereitungslehrgänge auf Teil IV der Meisterprüfung im Handwerk 1.  Auflage 2000, Eusl, Paderborn, ISBN 978-3-933436-21-4.
- Friedrich Hubert Esser (Hrsg.): Lernen online: Ergebnisse aus dem Modellversuch MERCUR  1.  Auflage 2003, Eusl, Paderborn, ISBN 978-3-933436-47-4.
- Friedrich Hubert Esser (Hrsg.): Projektbericht: Reform des Meisterprüfungssystems als Aufgabe der Organisationsentwicklung 1.  Auflage 2003, Eusl, Paderborn, ISBN 3-933436-44-3.
- Friedrich Hubert Esser (Hrsg.): Berufsbildung im Handwerk: Kontinuität und Perspektiven 1.  Auflage 2002, Eusl, Paderborn, ISBN 978-3-933436-37-5.